# Mircea Bedivan
Mircea Bedivan (* 8. Oktober 1957 in Constanța) ist ein ehemaliger rumänischer Handballspieler.
Er spielte für SS Constanța und Dinamo Bukarest. Für die rumänische Nationalmannschaft bestritt Bedivan 138 Länderspiele, in denen er 271 Tore erzielte. Er vertrat sein Land bei der Weltmeisterschaft 1978 und der Weltmeisterschaft 1982, wo Rumänien Siebter und Fünfter wurde. 1984 nahm Bedivan an den Olympischen Spielen 1984 teil. In Los Angeles gewann die Rumänen die ersten vier Spiele und unterlagen erst im letzten Gruppenspiel dem späteren Olympiasieger Jugoslawien knapp mit 17:18. Im Spiel um Platz drei gewann Bedivan dann mit der rumänischen Nationalmannschaft nach einem Sieg gegen Dänemark die Bronzemedaille.